# Acmopyle pancheri
Acmopyle pancheri ist ein Nadelbaum aus der Gattung Acmopyle in der Familie der Steineibengewächse (Podocarpaceae). Das natürliche Verbreitungsgebiet liegt auf der Insel Grande Terre in Neukaledonien, wo sie im Unterholz der Regenwälder oder bis zum Kronendach in trockeneren und niedrigeren Wäldern wächst. Sie wird in der Roten Liste der IUCN aufgrund des kleinen Verbreitungsgebiets als potentiell gefährdet geführt, doch ist kein deutlicher Rückgang der Bestände bekannt. Aufgrund der meist geringen Wuchshöhe wird das Holz kaum genutzt.

## Merkmale

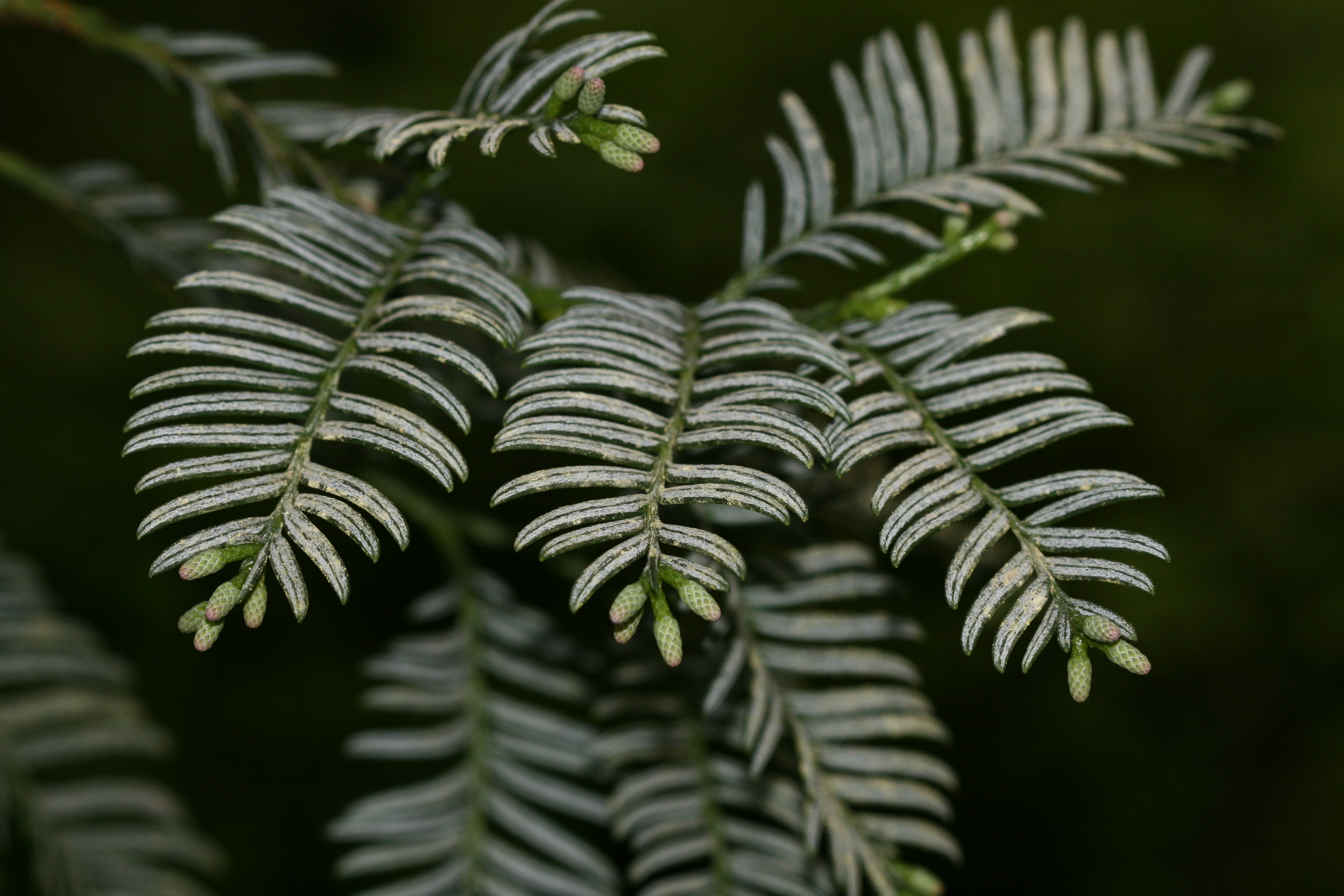
Zweige mit Nadeln und unreifen Pollenzapfen

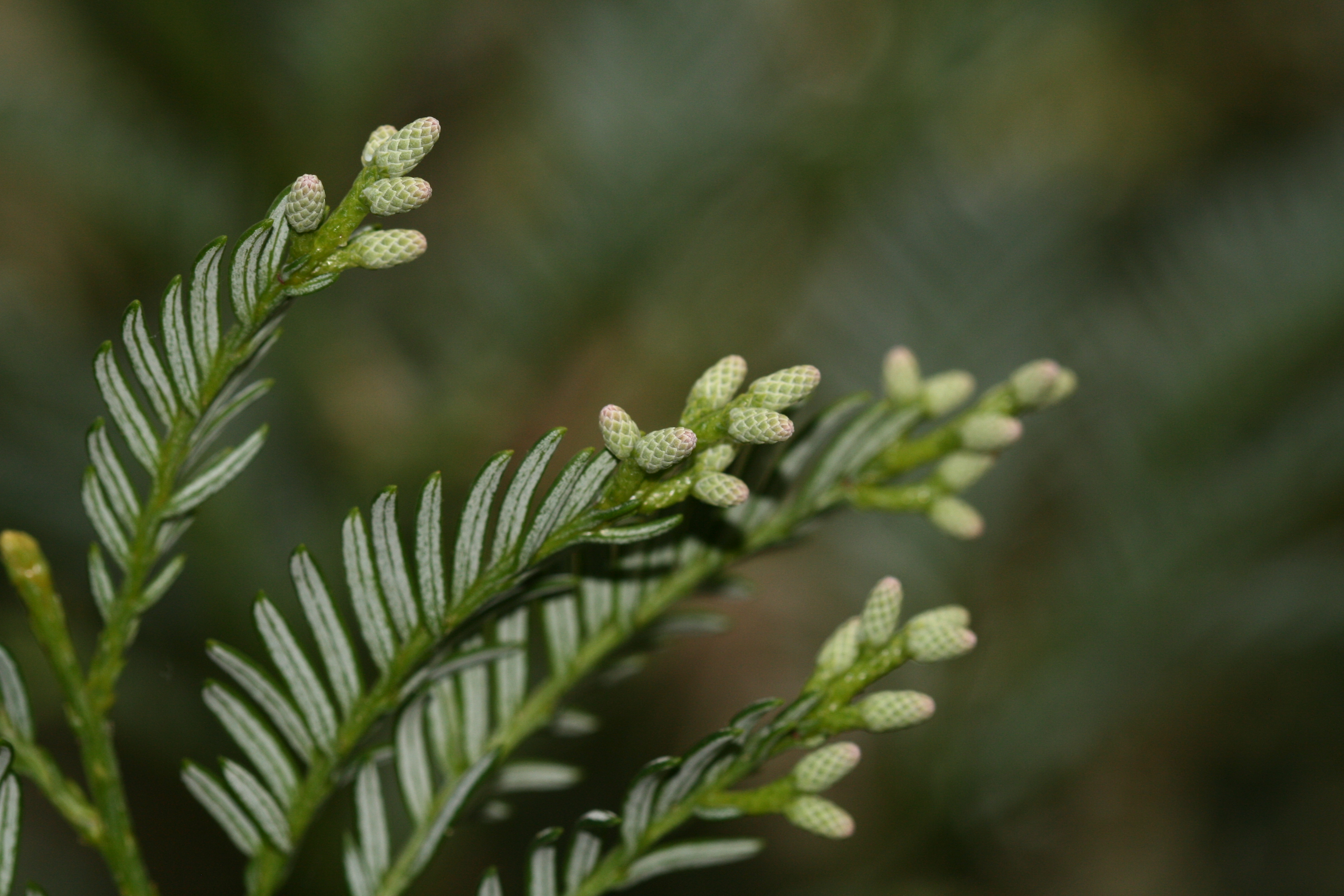
Zweig mit Pollenzapfen

Acmopyle pancheri wächst als kleiner bis mittelgroßer, bis zu 25 Meter hoher, meist jedoch kleinerer, immergrüner Baum. Der Stamm ist monopodial und erreicht Durchmesser von bis zu 50 Zentimetern (Brusthöhendurchmesser). Die Stammborke ist braun, unter Witterungseinfluss grau und wird bei älteren Bäumen hart und schuppig und zerbricht in kleine Platten. Die innere Rinde ist mehr oder weniger faserig. Die Äste junger Bäume stehen horizontal ausgebreitet, bei älteren Bäumen unregelmäßig und aufsteigend. Sie bilden eine flache, unregelmäßige Baumkrone. Belaubte Zweige sind stielrund. Die äußersten Zweige sind 3 bis 15 Zentimeter lang und wachsen wechselständig. Sie verlieren nach wenigen Jahren die Nadeln.

### Blätter
Es werden zwei Arten von Blättern gebildet. Die Schuppenblätter wachsen an der Basis der Zweige und vergrößern sich zur Mitte der Zweige hin allmählich zu kammartig angeordneten Laubblättern. Die nadelartigen Laubblätter von Sämlingen wachsen wechselständig und kammartig. Sie sind gerade, linealisch, in der Mitte der Zweige etwa 15 Millimeter lang und 1,5 Millimeter breit, spitz oder stechend spitz. Blätter junger und ausgewachsener Bäume sind ähnlich, stehen ebenfalls wechselständig und kammartig in einem Winkel von 60 bis 90 Grad vom Zweig ab. Sie sind gerade oder häufiger sichelförmig zur Spitze hin gebogen, an kräftigen Zweigen können sie auch s-förmig gebogen sein. In der Mitte der Zweige sind sie 10 bis 30 Millimeter lang, 1,5 bis 3 Millimeter breit und werden deutlich zur Zweigbasis, und weniger ausgeprägt zum Zweigende hin kürzer. Die Nadelbasis ist verdreht und herablaufend. Der Nadelrand ist nach unten hin eingerollt, das Ende stumpf oder spitz und nach vorne gebogen. Die Mittelrippe ist an der Oberseite nur schmal und schwach ausgebildet, sie steht an der Unterseite deutlich hervor. Die Nadeloberseite ist glänzend grün und zeigt zwei weißliche Bänder, die durch die Mittelrippe getrennt sind. Die Unterseite hat grüne Blattränder. Beide Seiten bilden zahlreiche unterbrochene Spaltöffnungslinien, die auf der Unterseite auch auf der Mittelrippe zu finden sind. Auf der Oberseite findet man einzelne Spaltöffnungen nahe der Basis und der Spitze der Nadeln.

### Zapfen und Samen
Die Pollenzapfen wachsen einzeln oder zu zweit bis zu dritt auf kurzen mit Schuppenblättern bewachsenen Stielen, nahe oder an den Enden seitlicher, belaubter Zweige. Sie sind anfangs rundlich, verlängern sich später und sind bei Reife 20 bis 25 Millimeter lang und haben einen Durchmesser von etwa 3 Millimetern. Die Mikrosporophylle sind dachziegelartig angeordnet, gekielt, anfangs spitz und später lang zugespitzt. Sie tragen an der Basis zwei kleine Pollensäcke.
Die Samenzapfen wachsen einzeln oder manchmal zu zweit bis zu dritt auf bis zu 12 Millimeter langen, gebogenen, mit Schuppenblättern bewachsenen Stielen nahe oder an den Enden seitlicher, belaubter Zweige. Manchmal wachsen sie in den Achseln von Laubblättern oder auch Schuppenblättern. Die Zapfen bestehen aus mehreren unfruchtbaren und einem bis zwei fruchtbaren, zusammengewachsenen Deckschuppen, die ein fleischiges, angeschwollenes, unregelmäßig geformtes, bereiftes, warziges, 15 bis 20 Millimeter langes und 8 bis 10 Millimeter durchmessendes Podocarpium bilden. Die ein bis zwei Samen am äußeren Ende des Podocarpiums sind rundlich und haben zusammen mit dem bereiften Epimatium voll ausgewachsen einen Durchmesser von 7 Bis 10 Millimetern.

## Verbreitung und Ökologie
Das natürliche Verbreitungsgebiet von Acmopyle pancheri liegt auf Grande Terre der Hauptinsel Neukaledoniens. Die meisten Vorkommen gibt es im Gebirge im Süden der Insel, jedoch auch einige isolierte im Norden, beispielsweise am Mont Panié. Dort wächst sie verstreut im Unterholz der Regenwälder, oder als Teil des Kronendachs in trockeneren und niedrigeren Wäldern von Meereshöhe bis in eine Höhe von 1200 Metern. Das Verbreitungsgebiet wird der Winterhärtezone 10 zugerechnet, mit mittleren jährlichen Minimaltemperaturen zwischen −1,1 und +4,4 Grad Celsius (30 bis 40 Grad Fahrenheit). Der Untergrund besteht aus ultramafischen Böden, die sich aus Gesteinen der Serpentingruppe oder aus sauren Böden, die sich aus metamorphen Glimmerschiefern gebildet haben. Man findet die Art zusammen mit anderen Koniferen, wie mehreren Arten der Araukarien (Araucaria spp.), mit der Harzeibe Dacrydium araucarioides, mit Falcatifolium taxoides und dem Kauri-Baum Agathis ovata, sowie mit zahlreichen Laubbaumarten.

## Gefährdung und Schutz
Acmopyle pancheri wurde im Jahr 2010 von der IUCN in der Roten Liste als potentiell gefährdet („Near Threatened“) eingestuft. Sowohl das Verbreitungsgebiet („extent of occurrence“) als auch die tatsächlich bewachsene Fläche sind so klein, dass auch eine Einstufung als gefährdet („Vulnerable“) möglich wäre. Doch ist unklar, ob es auch tatsächlich einen Rückgang der Bestände gegeben hat, die eine solche Einordnung gerechtfertigt hätten. Mehrere Vorkommen sind jedoch durch den Bergbau (Gesteine der Serpentingruppe sind ein Indikator beispielsweise für Nickelvorkommen) und auch durch Brände betroffen, andere durch verschlechterte Umweltbedingungen und der Zersplitterung der Vorkommen. Obwohl weit verbreitet, ist die Art seltener als beispielsweise Falcatifolium taxoides. Mehrere Vorkommen gibt es in geschützten Gebieten wie dem Montagne des Sources und die Riviere Bleue, im Norden auch im botanischen Schutzgebiet am Mont Panie.

## Systematik und Etymologie
Acmopyle pancheri ist eine Art aus der Gattung Acmopyle, die zur Familie der Steineibengewächse (Podocarpaceae) gezählt wird. Sie wurde 1870 von Adolphe Brongniart und Jean Antoine Arthur Gris im Bulletin de la Société Botanique de France als Dacrydium pancheri (Basionym) erstbeschrieben und damit der Gattung der Harzeiben (Dacrydium) zugerechnet. Robert Knud Friedrich Pilger stellte sie als Typusart Acmopyle pancheri in die neu aufgestellte Gattung Acmopyle. Weitere Synonyme sind Acmopyle alba Buchholz, Nageia pancheri (Brongn. & Gris) Kuntze und Podocarpus pectinatus Pancher ex Brongn. & Gris.
Der Gattungsname Acmopyle stammt aus dem Griechischen, akme bezeichnet den höchsten Punkt und pyle steht für „Öffnung“. Es verweist damit auf die aufgerichtete Stellung der reifen Samen. Das Artepitheton pancheri ehrt den Botaniker Jean Armand Isidore Pancher (1814–1877), der 1869 das Typusexemplar gefunden hat.

## Verwendung
Da Acmopyle pancheri eher kleinwüchsig ist, wird das Holz nur selten genutzt. Man findet die Art nur in wenigen botanischen Gärten.